# Üvegtigris

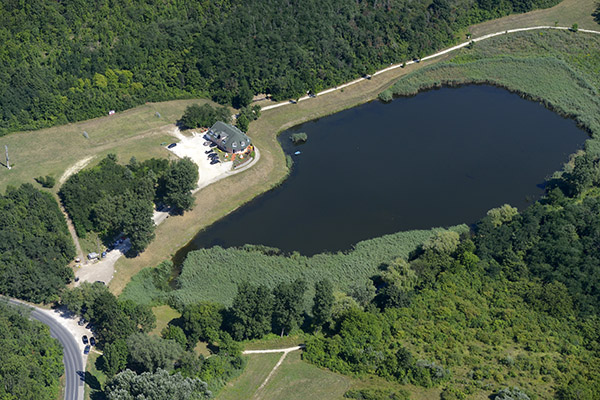
Tinnye, Garancsi-tó. Az Üvegtigris forgatási helyszíne

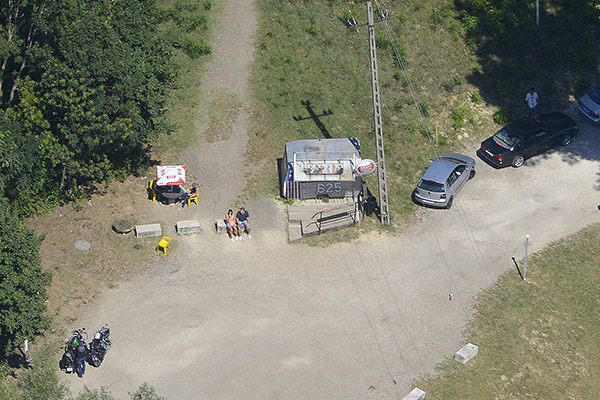
Az Üvegtigris büfé a tó partján

Az Üvegtigris 2001-ben bemutatott magyar filmvígjáték, melyet Búss Gábor Olivér forgatókönyvéből Rudolf Péter és Kapitány Iván rendezett.

## Történet
Az Üvegtigris története hat jóbarát mindennapjait meséli el: Lali, az amerika-mániás büfés, Gaben, az autónepper, Róka, a piti csencselő, Cingár, a szaxofonos, Csoki, az infantilis, és Sanyi, a bolond hajléktalan. Egy rendőrségi kihallgatáson ülve mesélik el történetüket.
Lali üzemelteti az út szélén leparkolt, Üvegtigris nevű büfékocsit, ami egy kis tó mellett áll, de a barátai szerint a kocsi rossz helyen van, ezért nincsen forgalma. Gaben rábeszéli Lalit, hogy adja el a régi UAZ terepjáróját, és vegyen helyette egy igazi amerikai Chevrolet Impalát. A barátai figyelmeztetik Lalit, hogy Gabentől kocsit venni nem a legjobb ötlet, mert Cingár szerint Gaben „morálisan ingoványos.” Lali ennek ellenére eladja az Uazt, de Gaben az adásvétel után sem hajlandó hozni az Impalát, ilyen-olyan kifogásokra hivatkozva. Közben az Üvegtigrisnél még számtalan dolog történik: bankrablók jönnek, akik elviszik Laliék ruháját és pucéran a büfékocsiba zárják őket. Jön egy esküvő, ami kis híján háborúval végződik a menyasszony részéről. Látogatást tesz még az ÁNTSZ, két temetkezési vállalkozó és egy felszarvazott vadász is. Róka Lalinál hagy egy bizonyos „vasat”, amit Lali jó pénzért elad egy vállalkozó szellemű művésznek. Rókára azonban rászállnak a nehézfiúk, akik figyelmeztetik: egy napja van, hogy visszaszerezze a kétmilliót érő fémhulladékot, különben vége az életének. A bandának tehát pénzt kell szereznie mindenáron. Csoki szerint csak egy megoldás van: ki kell rabolni a közeli postát. Mindenki kocsiba pattan és a nagy balhé elkezdődik, ám nem várt fordulatokkal ér véget. Egy rosszul időzített futóverseny miatt (amit egyébként Sanyi nyer meg) meghiúsul az egész terv, de Róka végül megmenekül, mert egy magazin címlapján megpillantja a keresett vasat és sikerül visszaszereznie. Gaben végül meghozza Lali Impaláját, ám még mielőtt kipróbálhatná, a kocsit összezúzza egy rosszul kanyarodó teherautó...
A film végén Lali úgy dönt, átáll az Üvegtigrissel az út túloldalára, hátha ott több szerencséje lesz, de a büfékocsi kereke kitörik, és lerobban az autóút közepén. A feltorlódott kocsisor utasai, akik a Tigris miatt nem tudnak továbbhaladni, végül a büfé vendégei lesznek, és Lali üzlete mégiscsak beindul.

## Szereplők

### Főszereplők
- Lali (teljes neve Kakszi Lajos) szerepében Rudolf Péter. Az Üvegtigris nevű útszéli büfékocsi tulajdonosa. Mindenki folyton mondja neki, hogy rossz helyen áll a büfékocsi, ezért nincs egy vendége sem, de szerinte jó helyen van a kocsi. Amerika-mániás, aki nagy rajongója a boksznak, kedvenc bokszolója Kovács István.
- Gaben (teljes neve Kecskeméti Ottó) szerepében Reviczky Gábor. Nepper, aki az autóiparban tevékenykedik. Üzletei nem mindig tisztességesek, és a legtöbbször ő jár bennük rosszabbul. Lalival egy Chevrolet Impalát igyekszik megvetetni.
- Róka (teljes neve Zsíros Ferenc) szerepében Gáspár Sándor. Piti csencselő, Lali unokatestvére. Üzleti tevékenységeiben sosem sikeres, és amit nem tud eladni, azt Lalira sózza (úgy mint a vasat, köszörűt, mosdókagylót, a későbbi részekben szamarat, körhintát, romlott dinnyét).
- Cingár (teljes neve Kántor Géza) szerepében Szarvas József. Szaxofonos, aki mások idegeit nem kímélve fújja a hangszerét. A barátai az esetek többségében nem díjazzák a "tehetségét." A későbbi részekben egy tubán kezd játszani, amivel szintén nem arat fényes sikert.
- Csoki (teljes neve Turbók Imre) szerepében Csuja Imre. Piti bűnöző, aki mindig az Üvegtigrisnél lóg. Folyton azt hajtogatja, hogy majd szerez pénzt és lelép Amerikába. Egyfolytában piál, Lalitól mindig követeli "rumját, sörét", ami szerinte jár neki. Babettával közlekedik. Sokszor használ spanyol szavakat a beszédében. Jellegzetes mondása: Ízirájder, öcsém!, amit mindig a Babettáján száguldva kiabál.
- Sanyi (teljes neve Király Sándor) szerepében Horváth Lajos Ottó. A félnótás hajléktalan, aki az Üvegtigrisnél él és segít Lalinak. Jellegzetes mondásai: Szervuuusz!, köszönésnél, Sanyi, a király!, aminek gyakran tartja magát, és Főnök!, aminek Lalit hívja.

### Mellékszereplők
- Oszi (teljes neve Hodobay Oszkár) szerepében Szilágyi Tibor. A helyi vadász, aki sokszor jár az Üvegtigrisnél. A felesége Joli, aki Lalival és Gabennel  is megcsalta. Lánya Betti.
- Bajusz (Selmeczi Roland). Rendőr, társával Rezsővel mindig az Üvegtigrisnél lófrál. Kötelességüket nem jól teljesítik, amit arról tudni, hogy a rendőrségi diszpécser folyton őket keresi, de sosem reagálnak rá. Az egyik esti jelenet arra utal, hogy a büfé közelében prostituáltként dolgozó két nőt ők szállítják és valószínűleg ők is futtatják.
- Rezső (Besenczi Árpád). Bajusz társa. Később leszerel a testülettől, mert egy Lalitól megvásárolt kaparós sorsjegyen megnyeri a fönyereményt, egymillió forintot.
- Joli (Básti Juli). Oszi felesége, aki hűtlen a férjéhez.
- Betti (Kecskés Karina) Oszi lánya, aki az anyjához hasonlóan szintén szexuálisan szabados karakter.
- id. Kakszi Lajos (Bodrogi Gyula). Lali azonos nevű apja, buszsofőr. Az Üvegtigrisnél gyakran megáll az Ikarus 266-osával, annak ellenére, hogy menetrend szerinti helyközi járatot vezet. A felesége sosem szerette.
- Mogyoró Kálmán (Kálloy Molnár Péter). Egy autisztikus vevő, aki Lalinál vásárol és mindenbe beleköt.
- Mogyoró Imre (Magyar Attila). ÁNTSZ ellenőr, Mogyoró Kálmán rokona.
- Vőlegény (Debreczeny Csaba). Esküvőjéről menekülni próbáló vőlegény, aki bezárkózik Lali vécéjébe, de felfedezik.
- Műértő szobrász (Széles László). Az esküvői násznéppel együtt érkezik , aki megveszi Lalitól az értékes vasat, amit Róka otthagyott neki.
- Balek bankrabló (Dörner György). Bankrabló, aki "kivégezte" a páncélszekrényt, és aki kirabolja és a büfékocsiba zárja meztelenül Laliékat.
- Bankrabló (Kaszás Attila). A balek bankrabló társa.
- Toplák (Kránitz Lajos). A násznép egyik tagja, aki pálinkával kínálja Lalit.
- Temetkezési vállalkozó 1 (Növényi Norbert). Egy temetkezési vállalkozó, akit Csoki rablónak néz.
- Temetkezési vállalkozó 2 (Balikó Tamás). A másik temetkezési vállalkozó, aki kikéri a kávékat.
- Menyasszony (Nagy-Kálózy Eszter). A süketnéma menyasszony.
- Rendőr (Kőszegi Ákos). A rendőr, aki egy koccanás után Gaben hogyléte felől érdeklődik.
- Rendőr (Dengyel Iván). Bajusz új kollégája, miután Rezső leszerel.

## Érdekességek
- A filmet nagyrészt a Pest vármegyei Tinnye külterületén forgatták 2000 nyarán, a Garancsi-tó partján. A tó partján hagyott büfékocsi azóta turista látványosság lett. A közelben található egy étterem, amely felvette ezt az ismert nevet. (A mellékút abban az időben az 1104-es számot viselte és Bicske–Piliscsaba között húzódott, napjainkban az 1133-as számot viseli, és Tinnye–Piliscsaba közöttire rövidült a nyomvonala.)
- Közel 130 ezren nézték meg, a DVD-ből és videókazettából pedig több mint 20 ezer példány kelt el, így az Üvegtigris az egyik legsikeresebb magyar film a videós toplistán.
- 2001. február 1-én, a Magyar Filmszemlén mutatták be először. A nagyközönség előtti vetítésére csak október 18-tól került sor. A bemutató óta kultuszfilmmé vált.

## Emlékezetes idézetek a filmből
- Lali: „Az egybubis az egy kicsit drágább, mert hát abból ki kellett szednem a többi bubit.”
- Lali: „Miért Üvegtigris? Mér', mi legyen? Fapuma?”
- Csoki: „Ízirájder, öcsém, ízirájder!”
- Csoki: „Nekem ne mondja senki, hogy ne legyek kemény! Anyámmal élek, Babettával járok, macskám van és ne is legyek kemény?”
- Lali: „Apa egyszer azt mondta: Mikor a padlón vagy, szedjél fel onnan valamit.”
- Sanyi: „Szábúsz!”
- Gaben: „Amikor Cingár szakszizik akkor mindig megmozdul bennem valami, egy érzés, hogy megfojtom vagy valami ilyesmi!”
- Mogyoró Kálmán: „Olyan nincs, hogy nincs.” Lali: „Akkor van.”
- Róka: „Itt is esett?”

## Nézettség
A nézettségi adatok szerint 123 391 jegyet adtak el rá.

## Folytatás
A filmet két folytatás követte: az Üvegtigris 2. (2006) és az Üvegtigris 3. (2010).